# Квинт Помпей Руф
Вижте пояснителната страница за други личности с името Квинт Помпей Руф.
Квинт Помпей Руф (на латински: Quintus Pompeius Rufus; † 88 пр.н.е.) e римски политик. Неговата дъщеря Помпея е втората съпруга на Гай Юлий Цезар.

## Биография
Произлиза от плебейския род на Помпеите. Син е на Квинт Помпей Руф (консул 88 пр.н.е.) и братовчед на Гней Помпей Страбон, бащата на Помпей Велики.
Квинт Помпей Руф е женен за Корнелия Сула, най-възрастната дъщеря на Сула и първата му съпруга Юлила или Юлия Корнелия. Двамата имат две деца, дъщеря Помпея, която става втората съпруга на Юлий Цезар, и син Квинт Помпей Руф (народен трибун 52 пр.н.е.).
През 88 пр.н.е. Квинт е убит, в годината, когато баща му е консул, при неспокойствията в Рим от привържениците на Публий Сулпиций Руф.
1. ↑  3866 //   Посетен на 8 декември 2023 г.